# Orluis Aular
Orluis Alberto Aular Sanabria (Nirgua, 5 november 1996) is een Venezolaans wielrenner die anno 2025 rijdt voor Movistar Team.

## Carrière
In 2014 volgde Aular Leander Linárez op als nationaal wegkampioen bij de junioren. Daarnaast werd hij achter Edwin Torres tweede in de tijdrit. Aan het eind van het seizoen nam Aular deel aan het wereldkampioenschap op de weg bij de junioren. Deze wedstrijd, waarin Jonas Bokeloh de wereldtitel veroverde, reed hij echter niet uit.
In 2015 nam hij deel aan de Ronde van Venezuela waar hij in de eerste etappe enkel Jesús Pérez voor zich moest dulden. Door zijn tweede plaats mocht hij de volgende dag in de leiderstrui van het jongerenklassement starten, die hij na de derde etappe af moest staan aan Henry Meneses.
In de Ronde van Táchira van 2016 won Aular in de eerste etappe door Matteo Busato en José García naar de dichtste ereplaatsen te verwijzen. Zodoende mocht hij de eerste leiderstrui aantrekken, die hij een dag later verloor aan José Mendoza. In 2019 stapte hij over naar het Japanse Matrix Powertag. Hij won in diezelfde Ronde van Táchira de 3e etappe en uiteindelijk het puntenklassement.

## Overwinningen
2014
 Venezolaans kampioen op de weg, junioren
2016
1e etappe Ronde van Táchira
2019
3e etappe Ronde van Táchira
Puntenklassement Ronde van Táchira
1e etappe Ronde van Kumano
Eind- en puntenklassement Ronde van Kumano
 Venezolaans kampioen tijdrijden, elite
2e en 6e etappe Ronde van Miranda
Puntenklassement Ronde van Miranda
2e, 3e ,4e, 5e en 6e etappe Ronde van Venezuela
Eind-, punten- en bergklassement Ronde van Venezuela
2022
Clássica da Arrábida
1e, 4e etappe Ronde van Alentejo
Eind- en puntenklassement Ronde van Alentejo
Puntenklassement Boucles de la Mayenne
 Venezolaans kampioen tijdrijden, elite
 Venezolaans kampioen op de weg, elite
2023
Clássica da Arrábida
Eind-, en puntenklassement Ronde van Alentejo
 Centraal-Amerikaanse en Caraïbische Spelen, wegwedstrijd
 Venezolaans kampioen tijdrijden, elite
 Venezolaans kampioen op de weg, elite
5e etappe CRO Race
Eindklassement CRO Race
2024
 Venezolaans kampioen tijdrijden, elite
2e etappe Trofeo Joaquim Agostinho
Eindklassement Trofeo Joaquim Agostinho
1e etappe Ronde van de Limousin-Périgord-Nouvelle Aquitaine
Trofeo Matteotti
 Pan-Amerikaans kampioenschap tijdrijden, elite
2025
 Venezolaans kampioen tijdrijden, elite
 Venezolaans kampioen op de weg, elite

## Resultaten in voornaamste wedstrijden
| Jaar | Ronde van Italië | Ronde van Frankrijk | Ronde van Spanje |
| ---- | ---------------- | ------------------- | ---------------- |
| 2020 |                  |                     |                  |
| 2021 |                  |                     |                  |
| 2022 |                  |                     |                  |
| 2023 |                  |                     | opgave           |
| 2024 |                  |                     |                  |
| 2025 | 101e             |                     |                  |

| Jaar | Milaan-San Remo | Gent-Wevelgem | Ronde van Vlaanderen | Clásica San Sebastián | Parijs-Tours |  | WK op de weg |
| ---- | --------------- | ------------- | -------------------- | --------------------- | ------------ |  | ------------ |
| 2020 |                 |               |                      |                       | 79e          |  |              |
| 2021 |                 |               |                      |                       |              |  | opgave       |
| 2022 |                 |               |                      | opgave                |              |  |              |
| 2023 |                 |               |                      |                       |              |  |              |
| 2024 |                 |               |                      |                       |              |  |              |
| 2025 | 28e             | opgave        | 36e                  |                       |              |  |              |

## Ploegen
- 2018 –  Start Team Gusto
- 2019 –  Matrix Powertag
- 2020 –  Caja Rural-Seguros RGA
- 2021 –  Caja Rural-Seguros RGA
- 2022 –  Caja Rural-Seguros RGA
- 2023 –  Caja Rural-Seguros RGA
- 2024 –  Caja Rural-Seguros RGA
- 2025 –  Movistar Team

Afewerki · Aular · Bazán · Coward · Gonzáles · Gonzales · León · Montellano · Musie · Quintero · Villanueva
Amezqueta · Aular · Bagües · Barceló · Barrenetxea · Calle · Cepeda · Cuadros · Etxeberria · García · González · Johnston · Lastra · Leitão · Martín · Murguialday · Nicolau · Nieve · Pira · Prades ·Schlegel  · Balderstone (stagiair) · López de Abetxuko (stagiair) · López (stagiair)
Amezqueta · Aular · Babor · Balderstone · Barceló · Barrenetxea · Bárta · Cepeda · Etxeberria · García · González · Hailemichael · Johnston · Leitão · López · Martín · Murguialday · Nicolau · Pira · Prades ·Schlegel  · Sorarrain (vanaf 31/7) · Guardeño (stagiair) · Ibáñez (stagiair) · Silva (stagiair)
Arriola-Bengoa · Aular · Babor · Balderstone · Barceló · Bárta · Berwick · Cepeda · Etxeberria 
· Fernández · González · Guardeño · Hailemichael · Johnston · Leitão · López · Murguialday · Nicolau · Prades ·Schlegel · Silva · Sorarrain · Díaz (stagiair) · Ibáñez (stagiair)